# Герб Пыталовского района
Герб муниципального образования Пыта́ловский райо́н Псковской области Российской Федерации — опознавательно-правовой знак, служащий официальным символом муниципального образования.
Герб утверждён решением Пыталовского районного Собрания от 5 июля 2004 года.
Герб внесён в Государственный геральдический регистр Российской Федерации под регистрационным номером 1757.

## Описание герба
«В рассечённом золотом и червленью поле справа — выходящая из деления чёрная подкова, слева — выходящий из деления золотой ключ в столб; в зелёной стенозубчатой главе — серебряная церковь с одной главкой того же металла и с чёрной крышей, видимая со стороны алтарной апсиды, имеющей кровлю той же финифти, имеющая чёрное окно в стене апсиды и два по сторонам».

## Обоснование символики

Герб Абрене (1938 год)

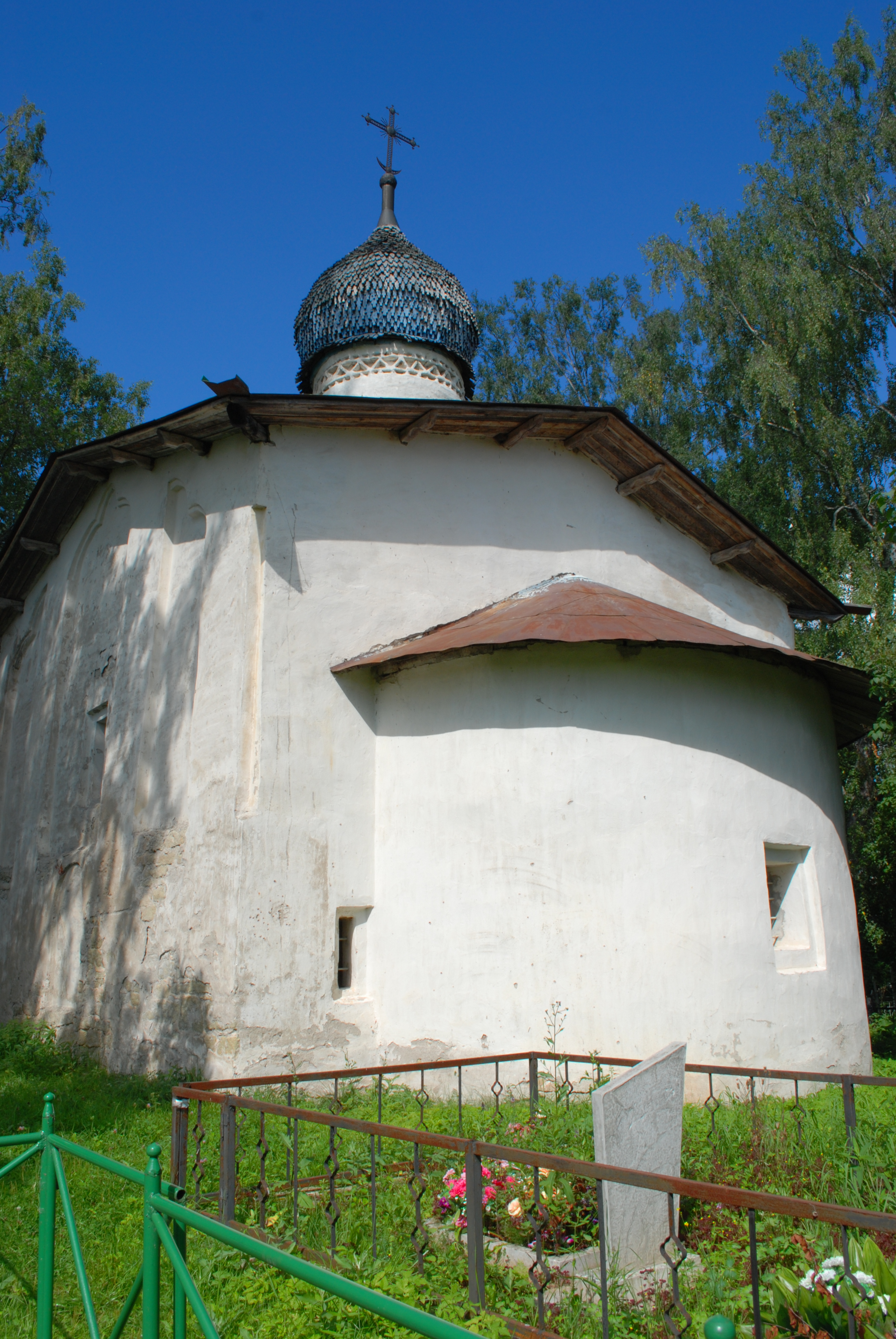
Церковь в деревне Пустое Воскресенье

Герб района составлен с учётом местных особенностей: Пыталовский район является приграничном рубежом на северо-западе России, что отражено ключом — символом охраны и безопасности и специальным геральдическим приёмом — стенозубчатым делением.
Чёрная подкова в золотом поле — часть исторического герба города Пыталово (1938—1945 гг. Абрене), разработанного во время принадлежности города к Латвийской республике. Также подкова символизирует развитие в прошлом коневодства и кузнечного ремесла.
Изображение серебряной церкви во главе герба символизирует культурные наследие — Пыталовская земля имеет древнюю историю. На территории, района в селе Пустое воскресенье находится древнейший памятник архитектуры северо-западной Псковщины: церковь Воскресения Христова, построенная в 1496 году.
Золото в геральдике символизирует постоянство, великодушие, богатство, урожай, жизненную энергию.
Серебро в геральдике — символизирует чистоту, благородство, мир, взаимосотрудничество.
Зелёный  — природу, надежду, здоровье, сельское хозяйство.
Красный цвет — символ мужества, труда, красоты и жизни.
Чёрный цвет в геральдике символизирует мудрость, скромность, честность, надёжность, спокойствие.
Герб разработан при содействии Союза геральдистов России.
Авторы герба: идея герба — Елена Шлюнцева (Пыталово), Николай Вавилов (Пыталово), Николай Цветков (Пыталово), Константин Мочёнов (Химки), обоснование символики — Галина Туник (Москва), Кирилл Переходенко (Конаково), компьютерный дизайн — Галина Русанова (Москва).